# Nærpoliti
Nærpoliti betegner en mindre, lokal afdeling af en større politistation.
Betegnelsen kendes i dansk sammenhæng fra 1978. Formålet med at have nærpoliti er generelt at skabe tryghed i et givent lokalområde. Hvilke opgaver, nærpolitiet konkret varetager er ikke fast defineret, men patruljering indgik oprindeligt ikke som en en arbejdsopgave.
Ifølge en rapport fra 1999, som Deloitte udarbejdede for Rigspolitichefen til grundlag for et politiforlig var det ikke muligt at definere nærpolitiets arbejdsopgaver nærmere. En række politikredse forsøgte sig med nærpolitiindsatser i 1990'erne og konklusionen i et af forsøgene var, at der var tendenser til en negativ effekt i borgernes oplevelse af politiet. Efter forsøgene konkluderede forskerne Flemming Balvig og Lars Holmberg fra Københavns Universitet, at synligt politi ikke nødvendigvis skaber mere tryghed. Det skyldtes blandt andet, at politi kun har en begrænset indflydelse på udviklingen af kriminalitet i et lokalområde.
Som følge af aftalen om politiets økonomi i 2021-2023 blev det besluttet at etablere 20 nærpolitistationer, hvoraf den sidste blev indviet i 2022. Det var op til de enkelte politikredse at finde de mest egnede byer til placeringerne. Opgaverne for de nye nærpolitistationer er ifølge aftalen blandt andet fysiske henvendelser, patruljering i lokalområdet og forebyggende arbejde over for børn og unge. Nærpolitiet skal give borgerne bedre mulighed for dialog, råd og vejledning og skal også håndtere anmeldelser og mindres sagsbehandling. Senere ansatte man 110 lokalbetjente til nærpolitistationerne, så der mindst er fem tilknyttet hver station. De 20 nærpolitistationer har som minimum åbent 15 timer ugentligt.